# Padborg (stacja kolejowa)
Padborg (duń. Padborg Station) – stacja kolejowa w miejscowości Padborg, w regionie Dania Południowa, w Danii. Dawna stacja graniczna z Niemcami.
Znajduje się na ważnej linii Fredericia – Flensburg i obsługuje pociągi wszystkich kategorii Danske Statsbaner i Deutsche Bahn.

## Linie kolejowe
- Linia Fredericia – Flensburg
- Linia Tørsbøl – Padborg - zlikwidowana